# Fekete András (színművész)
Fekete András (Cibakháza, 1930. október 7. – Pécs, 2013. június 20. előtt) magyar színész, ügyelő.

## Pályafutása
1956-ban végezte el a Színház-és Filmművészeti Főiskolát, majd egy évig az egri Gárdonyi Géza Színházban játszott. 1957-59-ben a szolnoki Szigligeti Színház tagja, 1959-től 1982-ig pedig a Pécsi Nemzeti Színház ügyelője és művésze volt. 1982-től nyugdíjba vonulásáig, 1991-ig ismét a szolnoki Szigligeti Színházban dolgozott. 1991-től a Janus Egyetemi Színházban és a Pécsi Nemzeti Színházban vállalt szerepeket. Elsősorban az ügyelői munkakört töltötte be, de kisebb szerepeket is sikerrel alakított. Gyakran játszott televíziós és mozifilmekben. Filmvásznon a Rózsadomb című játékfilmben szerepelt utoljára 2004-ben, színpadon pedig a Pécsi Nemzeti Színházban szerepelt utoljára a 2011/2012-es évadban a Kétfejű fenevad című előadásban.

## Színpadi szerepei
- Bádogember (Óz, a nagy varázsló)
- Timóteusz barát (Machiavelli: Mandragóra)
- Baltazár (Shakespeare: Tévedések vígjátéka)
- Tyelegin (Csehov: Ványa bácsi)
- Mihály (Kálmán Imre: Marica grófnő)
- Apa (Alekszej Dudarev: A küszöb)
- Kobak (Schönthan testvérek: A szabin nők elrablása)
- Charley (Arthur Miller: Az ügynök halála)
- Dr Krasznai Ferenc (Örkény István: Sötét galamb)
- Alkonyzóna
- Kétfejű fenevad

## Filmjei

### Portréfilm
- „Akik kimaradtak a szereposztásból” (színészportré többek között Fekete Andrásról is) (1977)

### Játékfilmek
| - Szakadék (1956) - Áprilisi riadó (1962) - Amerikai anzix (1975) - Ékezet (1977) - Legato (1978) - Egyszeregy (1978) - Mese habbal (1979) - Rosszemberek (1979) - Tíz év múlva (1979) - Békeidő (1980) - Nárcisz és Psyché (1980) - Vörös föld (1982) - Szerencsés Dániel (1983) - A csoda vége (1983) - Kutya éji dala (1983) - Eszmélés (1984) - A tanítványok (1985) - Higgyetek nekem (1985) - Az elvarázsolt dollár (1985) | - Hülyeség nem akadály (1986) - Miss Arizona (1987) - Valahol Magyarországon (1987) - Szerelem második vérig (1988) - Titánia, Titánia, avagy a dublőrök éjszakája (1988) - Hanussen (1988) - Soha, sehol, senkinek (1988) - A legényanya (1989) - Túsztörténet (1989) - Sose halunk meg (1993) - Sztracsatella (1995) - Szamba (1996) - Bírós emberek (1997) - Hosszú alkony (1997) - A napfény íze (1999) - Közel a szerelemhez (1999) - Werckmeister harmóniák (2000) - Másnap (2004) - Rózsadomb (2004) |

### Tévéfilmek
- Krétakör (1978)
- Hungarian Dracula (1983)
- Isten teremtményei (1986)
- Égető Eszter (1989)
- Fehér kócsagok (1990)
- Frici, a vállalkozó szellem (1993)
- Rizikó (1993)
- A Szórád-ház (1997)
- Kisváros (2000)
- Családi album (2000)

## Díjai
- Magyar Filmkritikusok Díja: a Békeidő című filmben nyújtott legjobb férfialakításért (1981)